# ミハイル・イッポリトフ＝イワノフ
ミハイル・ミハイロヴィチ・イッポリトフ＝イヴァノフ（ロシア語: Михаи́л Миха́йлович Ипполи́тов-Ива́нов、英語: Mikhail Mikhailovich Ippolitov-Ivanov, 1859年11月19日 - 1935年1月28日）は、ロシアの作曲家・指揮者・音楽教師。

## 経歴
サンクトペテルブルク郊外のガッチナで生まれた。ペテルブルク音楽院でリムスキー＝コルサコフに師事。卒業後はグルジアの首都チフリスに移り、新設された音楽学校の校長をつとめた。1893年からはピョートル・チャイコフスキーの推薦によりモスクワ音楽院で教鞭を執り、1905年から1922年まで院長を務めた。また1925年からはボリショイ劇場の指揮者としても活動した。主要な門人にセルゲイ・ワシレンコとレインゴリト・グリエールがいる。モスクワにて没。
歌劇と管弦楽曲、室内楽曲と多数の歌曲がある。作曲様式はリムスキー＝コルサコフに多くを負っている。今日、彼の曲は滅多に演奏されないが、「酋長の行進」が有名な管弦楽組曲《コーカサスの風景》作品10（1894年）は別である。ムソルグスキーの未完成の歌劇《結婚》を補筆し、完成させた。

## 作品

### 歌劇
- 『ルース』（1883-86）
- 『アズラ』（1890頃）
- 『アーシア』（1899）‐ツルゲーネフの「アーシャ」を基とする
- 『裏切り』（1909）
- 『ノルドランドのオーレ』（1916初演）
- 『最後のバリケード』op.74（1933-34）

### 交響曲
- 交響曲第1番ホ短調op．46(1907）
- 交響曲第2番『カレリア』

### 管弦楽曲
- 『春の序曲“ヤル・フメル”』op．1（1882）
- 『交響的スケルツォ』op．2
- 『コーカサスの風景』第1番op．10（1894）
- 『コーカサスの風景』第2番op．42
- 『民族的な主題によるアルメニア狂詩曲』op．48（1909）
- 『トルコ行進曲』op．55
- 『オシアンからの3つの音楽的絵画』op．56
- 『シューベルトの生涯よりあるエピソード』op．61
- 『トルコ風の断章』op．62
- 『トルクメンの広野にて』op.65
- 『ヴォロシーロフ行進曲』op.67

### 室内楽曲
- ヴァイオリン・ソナタop.8（シンフォニエッタOp.34に改作）
- ピアノ四重奏曲op.9
- 弦楽四重奏曲第1番イ短調op.13
- ヴァイオリンとピアノのためのロマンティックなバラード Op.20
- 『グルジアの夕べ』op．69（1934）

### 歌曲
- シェイクスピアによる10のソネット op.45
- 5つの日本の詩op．60（紀友則による）
- タゴールによる4つの詩 op.68

### 正教会聖歌
- 『聖金口イオアン聖体礼儀』Op. 37
- 『晩祷』Op. 43